# 1250 Galanthus
1250 Galanthus је астероид главног астероидног појаса са пречником од приближно 21,00 .
Афел астероида је на удаљености од 3,244 астрономских јединица (АЈ) од Сунца, а перихел на 1,856 АЈ.
Ексцентрицитет орбите износи 0,272, инклинација (нагиб) орбите у односу на раван еклиптике 15,171 степени, а орбитални период износи 1487,886 дана (4,073 године).
Апсолутна магнитуда астероида је 12,26 а геометријски албедо 0,050.
Астероид је откривен 25. јануара 1933. године.